# أمين محمد حسين الجرجفجي
أمين بن الحاج محمد حسين بن الحاج علي الجرجفجي البغدادي الكعبي من قبيلة كعب العربية في جنوب العراق والأحواز.
زعيم حزب النهضة الذي تأسس سنة 1922. كان مناهضا للانتداب البريطاني على العراق.
انتخب عضوا في مجلس النواب العراقي بدورته الأولى سنة 1924.
قاد المظاهرات ضد المعاهدة الأنجلو عراقية (1922) مع الحزب الوطني، على إثر ذلك أغلق السير بيرسي كوكس الحزبين وأغلق جريدتيهما الناطقة باسميهما ونفيت القيادات إلى جزيرة هنجام في الخليج العربي في تشرين الأول 1927.
توفي سنة 1937م.